# Pele Broberg
Pele Broberg (født 3. november 1972 i København) er en grønlandsk politiker, iværksætter og pilot, der har været formand for det politiske parti Naleraq siden 25. juni 2022. Han var naalakkersuisoq (minister) for handel og erhverv i Regeringen Múte Bourup Egede I fra april 2021 til april 2022. Han havde også områderne udenrigsanliggender og klima fra april 2021 til september 2021 hvor de blev overført til formand for Naalakkersuisut Múte B. Egede efter en kontrovers. Broberg var finansminister i 2018.

## Levned
Broberg blev født i København i 1972. Kort efter fødslen kom han til Grønland og er opvokset i Qeqertarsuaq.
Broberg blev student fra gymnasiet i Aasiaat i 1992 og uddannet til pilot på SAS Flight Academy 1995. Herefter arbejdede han som pilot ved Air Greenland 1995-1997 og ved Aviation Assistance 1997-1998. Fra 1999 til 2014 var Broberg kaptajn ved Air Greenland. I februar 2018 blev han fuldmægtig i Departementet for Handel og Erhverv, men har orlov mens han er Naalakkersuisoq.
Pele uddannede sig til HD i international afsætning fra Copenhagen Business School i 2010'erne.
Broberg er også iværksætter og erhvervsmand. Fra 2006 til 2013 ejede han firmaet Barista ApS, fra 2015 til 2016 ejede han Aluu Airlines A/S. Han har siddet i flere selskabsbestyrelser.

## Politisk karriere
Pele Broberg var ikke politisk aktiv før han i 2018 stillede til Inatsisartut-valget. Han blev valgt med 208 stemmer som nr. 2 for Naleraq efter partistifter Hans Enoksen og blev naalakkersuisoq (minister) for finanser i en koalitionsregering med Siumut, Naleraq, Atassut og Nunatta Qitornai. Som finansminister foreslog Broberg at halvere selskabsskatten i Grønland. Naleraq udtrådte af regeringskoalitionen 10. september 2018, og Broberg blev afløst af Vittus Qujaukitsoq (Nunatta Qitornai som Naalakkersuisoq for finanser.
Ved Folketingsvalget i 2019 stillede Broberg op for Naleraq og fik 863 stemmer uden at blive valgt. Broberg havde orlov fra Inatsisartut under folketingsvalgkampen.
I 2021 opstillede Broberg både ved Inatsisartut-valget og kommunalvalget, og han blev genvalgt til Inatsisartut og valgt til kommunalbestyrelsen i Sermersooq Kommune. Efter valget blev han naalakkersuisoq for udenrigsanliggender, handel, klima og erhverv i Regeringen Egede I. 19. september 2021 bragte Berlingske et interview med Broberg, hvor han udtalte at ordet "Rigsfællesskab" skulle afskaffes fordi det foregiver at Grønland og Færøerne er på lige fod med Danmark, hvilket ifølge Broberg ikke er tilfældet idet han mener at der er tale om dansk overherredømme. Broberg foretrækker i stedet begrebet "det danske rige". Han tilkendegav også at der bør diskuteres om kun grønlændere med inuit-baggrund skal kunne stemme ved en evtentuel kommende folkeafstemning om grønlandsk selvstændighed. Múte B. Egede tog i en pressemeddelelse afstand fra sin ministers udtalelser, og oppositionspartierne Siumut og Demokraatit vil heller ikke opdele befolkningen i grupper med forskellige rettigheder. Demokraatits formand Jens Frederik Nielsen mente at det "hører Sovjetunionen til". Støttepartiet Atassut kritiserede også Broberg og udtrykte deres mistillid til ham som minister. 27. september overtog Múte B. Egede udenrigs- og klimaområderne fra Pele Broberg. Broberg forlod Naalakkersuisut i april 2022 da Regeringen Egede I brød sammen.
Broberg havde orlov fra kommunalbestyrelsen i Sermersooq Kommune mens han var minister. Han genoptog arbejdet i kommunalbestyrelsen i april 2023, men allerede i september 2023 måtte han udtræde af kommunalbestyrelsen fordi han  flyttede til Sisimiut som ligger Qeqqata Kommune, hvor hans kode havde fået nyt arbejde.
Han blev ny formand for Naleraq uden modkandidater 25. juni 2022 efter Hans Enoksen havde trukket sig fra posten af personlige årsager.
Ved valget til Inatsisartut i 2025 blev han genvalgt med 1.254 stemmer, og under en måned senere blev han med 121 stemmer valgt ved kommunalvalget i 2025 valgt til kommunalbestyrelsen i Qeqqata Kommune. Dagen før kommunalvalget meddelte han imidlertid at han skulle flytte tilbage til Nuuk, fordi hans kone havde fået nyt arbejde der med start 1. maj 2025, så han ikke kunne indtræde i kommunalbestyrelsen i Qeqqata Kommune.

## Privat
Pele Broberg er gift med Malene Broberg. Parret har to børn. Malene Broberg har også Naleraq-politiker siden 2018. Hun var været økonomidirektør og regnskabschef i Grønlands Lufthavne, regnskabschef i Pisiffik, direktør for økonomi og uddannelse i Qeqqata Kommune og fra 1. 2025 økonomidirektør i Brugseni.